# Lärz
Lärz település Németországban, Mecklenburg-Elő-Pomeránia tartományban. Lakosainak száma 500 fő (2023. december 31.).

## Népesség
A település népességének változása:
| Lakosok száma | 501  | 495  | 506  | 504  | 500  |
|               | 2017 | 2019 | 2021 | 2022 | 2023 |